# Sezonul de Formula 1 din 2024
Campionatul Mondial de Formula 1 din 2024 a fost cel de-al 78-lea sezon al curselor auto pentru mașinile de Formula 1, recunoscut de organismul de conducere al sportului internațional, Federația Internațională de Automobilism, ca fiind competiția de cea mai înaltă clasă pentru mașinile de curse. A inclus cea de-a 75-a ediție a Campionatului Mondial al Piloților, și a 67-a ediție a Campionatului Mondial al Constructorilor. Sezonul a fost disputat pe parcursul a douăzeci și patru de curse, un record pentru Campionatul Mondial, începând cu Marele Premiu al Bahrainului pe 2 martie și terminându-se cu Marele Premiu de la Abu Dhabi pe 8 decembrie.
Alfa Romeo și-a încheiat parteneriatul de sponsorizare cu Sauber care a început în 2018, astfel încât numele „Sauber” a revenit din nou pe grila Formulei 1 după o absență de cinci sezoane, în timp ce Alfa Romeo părăsește sportul pentru a treia oară.
Neerlandezul Max Verstappen a fost campionul en-titre la piloți, câștigându-și al treilea său titlu mondial în sezonul precedent, în timp ce echipa lui, Red Bull Racing, a fost campioana en-titre la constructori după ce a obținut al șaselea titlu din palmares la finalul sezonului 2023. Verstappen și-a apărat cu succes trofeul, câștigând al patrulea său campionat consecutiv la Marele Premiu al Las Vegasului, în timp ce McLaren-Mercedes a obținut al nouălea titlu de campion al constructorilor la Marele Premiu de la Abu Dhabi.

## Piloții și echipele înscrise în campionat
Următorii constructori și piloți au participat în Campionatul Mondial din 2024. Toate echipele au concurat cu anvelopele furnizate de Pirelli.
| Imagine                   | Concurent                     | Constructor         | Unitate de putere   | Șasiu    | Piloți   | Piloți                                          | Piloți                          |
| Imagine                   | Concurent                     | Constructor         | Unitate de putere   | Șasiu    | Nr.      | Numele pilotului                                | Etape                           |
| ------------------------- | ----------------------------- | ------------------- | ------------------- | -------- | -------- | ----------------------------------------------- | ------------------------------- |
| Red Bull Racing RB20      | Oracle Red Bull Racing        | Red Bull Racing     | Honda RBPTH002      | RB20     | 1 11     | Max Verstappen Sergio Pérez                     | Toate                           |
| Mercedes F1 W15           | Mercedes-AMG PETRONAS F1 Team | Mercedes            | Mercedes-AMG F1 M15 | F1 W15   | 44 63    | Lewis Hamilton George Russell                   | Toate                           |
| Ferrari SF-24             | Scuderia Ferrari              | Ferrari             | Ferrari 066/12      | SF-24    | 16 38 55 | Charles Leclerc Oliver Bearman Carlos Sainz Jr. | Toate 2 Toate                   |
| McLaren MCL38             | McLaren Formula 1 Team        | McLaren             | Mercedes-AMG F1 M15 | MCL38    | 4 81     | Lando Norris Oscar Piastri                      | Toate                           |
| Aston Martin Aramco AMR24 | Aston Martin Aramco F1 Team   | Aston Martin Aramco | Mercedes-AMG F1 M15 | AMR24    | 14 18    | Fernando Alonso Lance Stroll                    | Toate                           |
| Alpine A524               | BWT Alpine F1 Team            | Alpine              | Renault E-Tech RE24 | A524     | 10 31 61 | Pierre Gasly Esteban Ocon Jack Doohan           | Toate 1-23 24                   |
| Williams FW46             | Williams Racing               | Williams            | Mercedes-AMG F1 M15 | FW46     | 2 23 43  | Logan Sargeant Alexander Albon Franco Colapinto | 1-15 Toate 16-24                |
| RB VCARB 01               | Visa Cash App RB F1 Team      | RB                  | Honda RBPTH002      | VCARB 01 | 3 22 30  | Daniel Ricciardo Yuki Tsunoda Liam Lawson       | 1-18 Toate 19-24                |
| Kick Sauber C44           | Stake F1 Team Kick Sauber     | Kick Sauber         | Ferrari 066/12      | C44      | 24 77    | Zhou Guanyu Valtteri Bottas                     | Toate                           |
| Haas VF-24                | MoneyGram Haas F1 Team        | Haas                | Ferrari 066/10      | VF-24    | 20 27 50 | Kevin Magnussen Nico Hülkenberg Oliver Bearman  | 1-16, 18-20, 22-24 Toate 17, 21 |
| Surse:                    |                               |                     |                     |          |          |                                                 |                                 |

### Schimbări la piloți
Singura schimbare față de piloții contractați la începutul lui 2023 este Daniel Ricciardo, care l-a înlocuit pe Nyck de Vries la fosta echipă AlphaTauri începând cu Marele Premiu al Ungariei din 2023. Asta înseamnă că toate combinațiile de piloți și echipe care au concurat în runda finală a sezonului precedent au rămas neschimbate pentru începutul sezonului actual, pentru prima dată în istoria Campionatului Mondial de Formula 1.

#### Schimbări în timpul sezonului
Carlos Sainz Jr. a fost nevoit să se retragă din Marele Premiu al Arabiei Saudite după ce a fost diagnosticat cu apendicită. El a fost înlocuit de pilotul de rezervă al Ferrari, Oliver Bearman, care și-a făcut astfel debutul în Formula 1.
Începând cu Marele Premiu al Italiei, pilotul de Formula 2 Franco Colapinto l-a înlocuit pe Logan Sargeant la Williams, făcându-și astfel debutul în Formula 1.
Kevin Magnussen de la Haas a primit două puncte de penalizare pentru că a provocat o coliziune la Marele Premiu al Italiei, ajungând la un total de 12 puncte de penalizare în douăsprezece luni și declanșând o interdicție automată de a concura la următoarea cursă, Marele Premiu al Azerbaidjanului. Haas a anunțat că va fi înlocuit de Bearman, care va concura pentru a doua oară în sezon ca pilot de rezervă. Lui Magnussen i s-a permis să revină la Marele Premiu al statului Singapore.
După Marele Premiu al statului Singapore, RB a anunțat rezilierea contractului cu Daniel Ricciardo, el părăsind echipa. Înlocuitorul său este neozeelandezul Liam Lawson.
Bearman l-a înlocuit pe Magnussen la Haas în timpul Marelui Premiu de la São Paulo pentru sesiunile de antrenamente libere și de sprint, întrucât Magnussen nu se simțea bine. Acest lucru a fost extins ulterior la restul weekendului după calificările pentru sprint.
Pilotul de rezervă Jack Doohan l-a înlocuit pe Esteban Ocon la Alpine în Marele Premiu de la Abu Dhabi, după ce lui Ocon i s-a permis să își elibereze locul pentru a pilota pentru Haas în testele postsezon. Doohan și-a făcut astfel debutul în Formula 1.

### Schimbări la echipe
Alfa Romeo și-a încheiat parteneriatul cu Sauber și a părăsit Formula 1 la sfârșitul sezonului 2023, în timp ce Sauber se pregătește să devină echipa de uzină pentru Audi în 2026. Echipa a fost redenumită pentru sezonul 2024 ca Stake F1 Team Kick Sauber. AlphaTauri a fost redenumită ca RB și și-a mutat departamentul de aerodinamică la Milton Keynes în Regatul Unit ca urmare a unei restructurări de management.

## Calendar

Națiunile care au găzduit curse de Formula 1 în 2024 sunt arătate în verde. Națiunile care au găzduit curse de Formula 1 în trecut sunt arătate în gri închis

Următoarele douăzeci și patru de Mari Premii au avut loc în 2024.
| 1.                                                | 2.                                                   | 3.                                              | 4.                                                   |
| ------------------------------------------------- | ---------------------------------------------------- | ----------------------------------------------- | ---------------------------------------------------- |
| Marele Premiu al Bahrainului 29 feb-2 mar         | Marele Premiu al Arabiei Saudite 7-9 martie          | Marele Premiu al Australiei 22-24 martie        | Marele Premiu al Japoniei 5-7 aprilie                |
| Bahrain (P)                                       | Djedda Corniche (S)                                  | Albert Park (S)                                 | Suzuka (P)                                           |
| 5.                                                | 6.                                                   | 7.                                              | 8.                                                   |
| Marele Premiu al Chinei 19-21 aprilie             | Marele Premiu de la Miami 3-5 mai                    | Marele Premiu al Emiliei-Romagna 17-19 mai      | Marele Premiu al Principatului Monaco 24-26 mai      |
| Shanghai (P)                                      | Miami (S)                                            | Imola (P)                                       | Monaco (S)                                           |
| 9.                                                | 10.                                                  | 11.                                             | 12.                                                  |
| Marele Premiu al Canadei 7-9 iunie                | Marele Premiu al Spaniei 21-23 iunie                 | Marele Premiu al Austriei 28-30 iunie           | Marele Premiu al Marii Britanii 5-7 iulie            |
| Gilles Villeneuve (S)                             | Catalunya (P)                                        | Red Bull Ring (P)                               | Silverstone (P)                                      |
| 13.                                               | 14.                                                  | 15.                                             | 16.                                                  |
| Marele Premiu al Ungariei 19-21 iulie             | Marele Premiu al Belgiei 26-28 iulie                 | Marele Premiu al Țărilor de Jos 23-25 august    | Marele Premiu al Italiei 30 aug-1 sep                |
| Hungaroring (P)                                   | Spa-Francorchamps (P)                                | Zandvoort (P)                                   | Monza (P)                                            |
| 17.                                               | 18.                                                  | 19.                                             | 20.                                                  |
| Marele Premiu al Azerbaidjanului 13-15 septembrie | Marele Premiu al statului Singapore 20-22 septembrie | Marele Premiu al Statelor Unite 18-20 octombrie | Marele Premiu de la Ciudad de México 25-27 octombrie |
| Baku (S)                                          | Marina Bay (S)                                       | Americilor (P)                                  | Hermanos Rodríguez (P)                               |
| 21.                                               | 22.                                                  | 23.                                             | 24.                                                  |
| Marele Premiu de la São Paulo 1-3 noiembrie       | Marele Premiu al Las Vegasului 21-23 noiembrie       | Marele Premiu al Qatarului 29 noi-1 dec         | Marele Premiu de la Abu Dhabi 6-8 decembrie          |
| Interlagos (P)                                    | Las Vegas (S)                                        | Lusail (P)                                      | Yas Marina (P)                                       |
| (P) - pistă; (S) - stradă.                        |                                                      |                                                 |                                                      |

### Schimbări la calendar
Marele Premiu al Chinei a revenit în calendar pentru prima dată din 2019 încoace după ce a fost anulat timp de patru ani la rând din cauza dificultăților prezentate de pandemia de COVID-19 din țară. Marele Premiu al Emiliei-Romagna, care a fost anulat în 2023 din cauza inundațiilor din zonă, a revenit și el în calendar. Marele Premiu al Rusiei era sub contract pentru a fi inclus în calendarul din 2024. Cu toate acestea, contractul a fost reziliat în 2022, ca răspuns la invazia Rusiei în Ucraina.

## Presezon
Testele de presezon au avut loc pe Circuitul Internațional Bahrain din Sakhir, în perioada 21-23 februarie. Doar primele cinci locuri sunt prezentate în clasamente.
| Poz. | Nr. | Pilot            | Constructor                | Timp     | Tururi |
| ---- | --- | ---------------- | -------------------------- | -------- | ------ |
| 1    | 1   | Max Verstappen   | Red Bull Racing-Honda RBPT | 1:31,344 | 143    |
| 2    | 4   | Lando Norris     | McLaren-Mercedes           | 1:32,484 | 73     |
| 3    | 55  | Carlos Sainz Jr. | Ferrari                    | 1:32,584 | 69     |
| 4    | 3   | Daniel Ricciardo | RB-Honda RBPT              | 1:32,599 | 52     |
| 5    | 10  | Pierre Gasly     | Alpine-Renault             | 1:32,805 | 61     |

| Poz. | Nr. | Pilot            | Constructor                | Timp     | Tururi |
| ---- | --- | ---------------- | -------------------------- | -------- | ------ |
| 1    | 55  | Carlos Sainz Jr. | Ferrari                    | 1:29,921 | 84     |
| 2    | 11  | Sergio Pérez     | Red Bull Racing-Honda RBPT | 1:30,679 | 129    |
| 3    | 44  | Lewis Hamilton   | Mercedes                   | 1:31,066 | 123    |
| 4    | 4   | Lando Norris     | McLaren-Mercedes           | 1:31,256 | 52     |
| 5    | 3   | Daniel Ricciardo | RB-Honda RBPT              | 1:31,361 | 88     |

| Poz. | Nr. | Pilot           | Constructor                | Timp     | Tururi |
| ---- | --- | --------------- | -------------------------- | -------- | ------ |
| 1    | 16  | Charles Leclerc | Ferrari                    | 1:30,322 | 74     |
| 2    | 63  | George Russell  | Mercedes                   | 1:30,368 | 67     |
| 3    | 24  | Zhou Guanyu     | Kick Sauber-Ferrari        | 1:30,647 | 85     |
| 4    | 1   | Max Verstappen  | Red Bull Racing-Honda RBPT | 1:30,755 | 66     |
| 5    | 22  | Yuki Tsunoda    | RB-Honda RBPT              | 1:30,775 | 53     |

## Pneuri
| MP  | C1 | C2 | C3 | C4 | C5 |
| --- | -- | -- | -- | -- | -- |
| BHR | H  | M  | S  |    |    |
| SAU |    | H  | M  | S  |    |
| AUS |    |    | H  | M  | S  |
| JPN | H  | M  | S  |    |    |
| CHN |    | H  | M  | S  |    |
| MIA |    | H  | M  | S  |    |
| EMR |    |    | H  | M  | S  |
| MCO |    |    | H  | M  | S  |
| CAN |    |    | H  | M  | S  |
| ESP | H  | M  | S  |    |    |
| AUT |    |    | H  | M  | S  |
| GBR | H  | M  | S  |    |    |
| HUN |    |    | H  | M  | S  |
| BEL |    | H  | M  | S  |    |
| NLD | H  | M  | S  |    |    |
| ITA |    |    | H  | M  | S  |
| AZE |    |    | H  | M  | S  |
| SGP |    |    | H  | M  | S  |
| USA |    | H  | M  | S  |    |
| CMX |    |    | H  | M  | S  |
| SAP |    |    | H  | M  | S  |
| LVG |    |    | H  | M  | S  |
| QAT | H  | M  | S  |    |    |
| ABU |    |    | H  | M  | S  |

| C1     |                 | Dur (Alb)       | Does not appear | Does not appear     | Does not appear     | Does not appear     | Uscat                | 1   | 5   |
| C2     |                 | Dur (Alb)       | Mediu (Galben)  | Does not appear     | Does not appear     | 2                   | Uscat                | 4   |     |
| C3     |                 | Dur (Alb)       | Mediu (Galben)  | Moale (Roșu)        | 3                   | 3                   | Uscat                |     |     |
| C4     | Does not appear | Does not appear | Mediu (Galben)  | Moale (Roșu)        | 4                   | 2                   | Uscat                |     |     |
| C5     | Does not appear | Does not appear | Does not appear | Does not appear     | 5                   | 1                   | Uscat                |     |     |
| –      |                 |                 |                 | Intermediar (Verde) | Intermediar (Verde) | Intermediar (Verde) | Umed (Ploaie ușoară) | N/A | N/A |
| –      |                 |                 |                 | Umed (Albastru)     | Umed (Albastru)     | Umed (Albastru)     | Umed (Ploaie)        | N/A | N/A |
| Sursa: |                 |                 |                 |                     |                     |                     |                      |     |     |

Compusul de anvelope C0 (cel mai dur compus din gama de anvelope pentru uscat de la Pirelli), care a fost introdus, dar nu a fost utilizat în timpul sezonului 2023, a fost eliminat din gamă. Acest compus a fost cunoscut anterior ca C1, dar a fost redenumit la începutul sezonului 2023 ca urmare a introducerii unui nou compus C1, adică între vechii compuși C1 și actualii C2 în ceea ce privește duritatea.

## Rezultate și clasamente

### Marile Premii
| Etapa | Mare Premiu                | Pole position    | Cel mai rapid tur | Pilotul câștigător | Constructorul câștigător   | Raport | Lider | Lider |
| Etapa | Mare Premiu                | Pole position    | Cel mai rapid tur | Pilotul câștigător | Constructorul câștigător   | Raport | Pilot | Dif.  |
| ----- | -------------------------- | ---------------- | ----------------- | ------------------ | -------------------------- | ------ | ----- | ----- |
| 1     | MP al Bahrainului          | Max Verstappen   | Max Verstappen    | Max Verstappen     | Red Bull Racing-Honda RBPT | Raport | VER   | 8     |
| 2     | MP al Arabiei Saudite      | Max Verstappen   | Charles Leclerc   | Max Verstappen     | Red Bull Racing-Honda RBPT | Raport | VER   | 15    |
| 3     | MP al Australiei           | Max Verstappen   | Charles Leclerc   | Carlos Sainz Jr.   | Ferrari                    | Raport | VER   | 4     |
| 4     | MP al Japoniei             | Max Verstappen   | Max Verstappen    | Max Verstappen     | Red Bull Racing-Honda RBPT | Raport | VER   | 13    |
| 5     | MP al Chinei               | Max Verstappen   | Fernando Alonso   | Max Verstappen     | Red Bull Racing-Honda RBPT | Raport | VER   | 25    |
| 6     | MP de la Miami             | Max Verstappen   | Oscar Piastri     | Lando Norris       | McLaren-Mercedes           | Raport | VER   | 33    |
| 7     | MP al Emiliei-Romagna      | Max Verstappen   | George Russell    | Max Verstappen     | Red Bull Racing-Honda RBPT | Raport | VER   | 48    |
| 8     | MP al Principatului Monaco | Charles Leclerc  | Lewis Hamilton    | Charles Leclerc    | Ferrari                    | Raport | VER   | 31    |
| 9     | MP al Canadei              | George Russell   | Lewis Hamilton    | Max Verstappen     | Red Bull Racing-Honda RBPT | Raport | VER   | 56    |
| 10    | MP al Spaniei              | Lando Norris     | Lando Norris      | Max Verstappen     | Red Bull Racing-Honda RBPT | Raport | VER   | 69    |
| 11    | MP al Austriei             | Max Verstappen   | Fernando Alonso   | George Russell     | Mercedes                   | Raport | VER   | 81    |
| 12    | MP al Marii Britanii       | George Russell   | Carlos Sainz Jr.  | Lewis Hamilton     | Mercedes                   | Raport | VER   | 84    |
| 13    | MP al Ungariei             | Lando Norris     | George Russell    | Oscar Piastri      | McLaren-Mercedes           | Raport | VER   | 76    |
| 14    | MP al Belgiei              | Charles Leclerc  | Sergio Pérez      | Lewis Hamilton     | Mercedes                   | Raport | VER   | 78    |
| 15    | MP al Țărilor de Jos       | Lando Norris     | Lando Norris      | Lando Norris       | McLaren-Mercedes           | Raport | VER   | 70    |
| 16    | MP al Italiei              | Lando Norris     | Lando Norris      | Charles Leclerc    | Ferrari                    | Raport | VER   | 62    |
| 17    | MP al Azerbaidjanului      | Charles Leclerc  | Lando Norris      | Oscar Piastri      | McLaren-Mercedes           | Raport | VER   | 59    |
| 18    | MP al statului Singapore   | Lando Norris     | Daniel Ricciardo  | Lando Norris       | McLaren-Mercedes           | Raport | VER   | 52    |
| 19    | MP al Statelor Unite       | Lando Norris     | Esteban Ocon      | Charles Leclerc    | Ferrari                    | Raport | VER   | 57    |
| 20    | MP de la Ciudad de México  | Carlos Sainz Jr. | Charles Leclerc   | Carlos Sainz Jr.   | Ferrari                    | Raport | VER   | 47    |
| 21    | MP de la São Paulo         | Lando Norris     | Max Verstappen    | Max Verstappen     | Red Bull Racing-Honda RBPT | Raport | VER   | 62    |
| 22    | MP al Las Vegasului        | George Russell   | Lando Norris      | George Russell     | Mercedes                   | Raport | VER   | 63    |
| 23    | MP al Qatarului            | George Russell   | Lando Norris      | Max Verstappen     | Red Bull Racing-Honda RBPT | Raport | VER   | 80    |
| 24    | MP de la Abu Dhabi         | Lando Norris     | Kevin Magnussen   | Lando Norris       | McLaren-Mercedes           | Raport | VER   | 63    |

### Sistemul de punctaj
Punctele au fost acordate primilor zece piloți care termină în fiecare cursă, folosind următoarea structură:
| Loc         | 1  | 2  | 3  | 4  | 5  | 6 | 7 | 8 | 9 | 10 | CMRT |
| ----------- | -- | -- | -- | -- | -- | - | - | - | - | -- | ---- |
| Mare Premiu | 25 | 18 | 15 | 12 | 10 | 8 | 6 | 4 | 2 | 1  | 1    |
| Sprint      | 8  | 7  | 6  | 5  | 4  | 3 | 2 | 1 |   |    |      |

Pentru a obține toate punctele, câștigătorul cursei a trebuit să termine cel puțin 75% din distanța programată. Dacă câștigătorul cursei a terminat mai puțin de 75% din distanță, cu condiția terminării a cel puțin două tururi complete, a fost folosit un set de puncte în funcție de distanța parcursă până la suspendarea cursei. În cazul de egalitate la încheierea campionatului, s-a folosit un sistem de numărătoare, cel mai bun rezultat fiind folosit pentru a decide clasamentul final.
Note
- ^1 - În cazul în care nu au fost încheiate două tururi complete, nu s-a acorda niciun punct și cursa a fost abandonată.
- ^2 - Dacă au fost parcurse mai mult de două tururi, dar mai puțin de 25% din distanța programată a cursei, punctele au fost acordate primilor 5 piloți pe o bază de 6–4–3–2–1. Dacă 25%–50% din distanța programată a cursei a fost parcursă, punctele au fost acordate pe o bază de 13–10–8–6–5–4–3–2–1 primilor 9 piloți. Dacă 50%–75% din distanța programată a cursei a fost parcursă, punctele au fost acordate pe o bază de 19–14–12–9–8–6–5–3–2–1 primilor 10 piloți.
- ^3 - În cazul în care doi sau mai mulți piloți au realizat același cel mai bun rezultat de un număr egal de ori, s-a folosit următorul cel mai bun rezultat.[75]

### Clasamentul Campionatului Mondial al Piloților
| Poz. | Pilot            | Nr. | BHR  | SAU | AUS | JPN  | CHN§ | MIA§ | EMR | MCO | CAN | ESP  | AUT§ | GBR | HUN | BEL | NLD  | ITA  | AZE | SGP | USA§ | CMX | SAP§ | LVG | QAT§ | ABU | Pct.   |
| Poz. | Pilot            | Nr. |      |     |     |      |      |      |     |     |     |      |      |     |     |     |      |      |     |     |      |     |      |     |      |     | Pct.   |
| ---- | ---------------- | --- | ---- | --- | --- | ---- | ---- | ---- | --- | --- | --- | ---- | ---- | --- | --- | --- | ---- | ---- | --- | --- | ---- | --- | ---- | --- | ---- | --- | ------ |
| 1    | Max Verstappen   | 1   | 1P R | 1P  | AbP | 1P R | 1P   | 12P  | 1P  | 6   | 1   | 1    | 15P  | 2   | 5   | 4   | 2    | 6    | 5   | 2   | 13   | 6   | 41R  | 5   | 81   | 6   | 437    |
| 2    | Lando Norris     | 4   | 6    | 8   | 3   | 5    | 62   | 1    | 2   | 4   | 2   | 2P R | 320  | 3   | 2P  | 5   | 1P R | 3P R | 4R  | 1P  | 34P  | 2   | 16P  | 6R  | 210R | 1P  | 374    |
| 3    | Charles Leclerc  | 16  | 4    | 3R  | 2R  | 4    | 4    | 23   | 3   | 1P  | Ab  | 5    | 711  | 14  | 4   | 3P  | 3    | 1    | 2P  | 5   | 41   | 3R  | 35   | 4   | 52   | 3   | 356    |
| 4    | Oscar Piastri    | 81  | 8    | 4   | 4   | 8    | 78   | 613R | 4   | 2   | 5   | 7    | 2    | 4   | 1   | 2   | 4    | 2    | 1   | 3   | 5    | 8   | 28   | 7   | 13   | 10  | 292    |
| 5    | Carlos Sainz Jr. | 55  | 3    | Ret | 1   | 3    | 5    | 5    | 5   | 3   | Ab  | 6    | 53   | 5R  | 6   | 6   | 5    | 4    | 18* | 7   | 2    | 1P  | 5Ab  | 3   | 46   | 2   | 290    |
| 6    | George Russell   | 63  | 5    | 6   | 17* | 7    | 86   | 8    | 7R  | 5   | 3P  | 4    | 41   | AbP | 8R  | DSC | 7    | 7    | 3   | 4   | 56   | 5   | 64   | 1P  | 34P  | 5   | 245    |
| 7    | Lewis Hamilton   | 44  | 7    | 9   | Ab  | 9    | 29   | 6    | 6   | 7R  | 4R  | 3    | 64   | 1   | 3   | 1   | 8    | 5    | 9   | 6   | 6Ab  | 4   | 10   | 2   | 612  | 4   | 223    |
| 8    | Sergio Pérez     | 11  | 2    | 2   | 5   | 2    | 3    | 34   | 8   | Ab  | Ab  | 8    | 87   | 17  | 7   | 7R  | 6    | 8    | 17* | 10  | 7    | 17  | 811  | 10  | Ab   | Ab  | 152    |
| 9    | Fernando Alonso  | 14  | 9    | 5   | 8   | 6    | 7R   | 9    | 19  | 11  | 6   | 12   | 18R  | 8   | 11  | 8   | 10   | 11   | 6   | 8   | 13   | Ab  | 14   | 11  | 7    | 9   | 70     |
| 10   | Pierre Gasly     | 10  | 18   | Ab  | 13  | 16   | 13   | 12   | 16  | 10  | 9   | 9    | 10   | NS  | Ab  | 13  | 9    | 15   | 12  | 17  | 12   | 10  | 73   | Ab  | 5    | 7   | 42     |
| 11   | Nico Hülkenberg  | 27  | 16   | 10  | 9   | 11   | 10   | 711  | 11  | Ab  | 11  | 11   | 6    | 6   | 13  | 18  | 11   | 17   | 11  | 9   | 8    | 9   | DSC  | 8   | 7Ab  | 8   | 41     |
| 12   | Yuki Tsunoda     | 22  | 14   | 14  | 7   | 10   | Ab   | 87   | 10  | 8   | 14  | 19   | 14   | 10  | 9   | 16  | 17   | Ab   | Ab  | 12  | 14   | Ab  | 7    | 9   | 13   | 12  | 30     |
| 13   | Lance Stroll     | 18  | 10   | Ab  | 6   | 12   | 15   | 17   | 9   | 14  | 7   | 14   | 13   | 7   | 10  | 11  | 13   | 19   | 19* | 14  | 15   | 11  | NS   | 15  | Ab   | 14  | 24     |
| 14   | Esteban Ocon     | 31  | 17   | 13  | 16  | 15   | 11   | 10   | 14  | Ab  | 10  | 10   | 12   | 16  | 18  | 9   | 15   | 14   | 15  | 13  | 18R  | 13  | 2    | 17  | Ab   |     | 23     |
| 15   | Kevin Magnussen  | 20  | 12   | 12  | 10  | 13   | 16   | 19   | 12  | Ab  | 12  | 17   | 8    | 12  | 15  | 14  | 18   | 10   | EX  | 19* | 711  | 7   |      | 12  | 9    | 16R | 16     |
| 16   | Alexander Albon  | 23  | 15   | 11  | 11  | Ab   | 12   | 18   | Ab  | 9   | Ab  | 18   | 15   | 9   | 14  | 12  | 14   | 9    | 7   | Ab  | 16   | Ab  | NS   | Ab  | 15   | 11  | 12     |
| 17   | Daniel Ricciardo | 3   | 13   | 16  | 12  | Ab   | Ab   | 415  | 13  | 12  | 8   | 15   | 9    | 13  | 12  | 10  | 12   | 13   | 13  | 18R |      |     |      |     |      |     | 12     |
| 18   | Oliver Bearman   | 50  |      | 7   |     |      |      |      |     |     |     |      |      |     |     |     |      |      | 10  |     |      |     | 12   |     |      |     | 7      |
| 19   | Franco Colapinto | 43  |      |     |     |      |      |      |     |     |     |      |      |     |     |     |      | 12   | 8   | 11  | 10   | 12  | Ab   | 14  | Ab   | Ab  | 5      |
| 20   | Zhou Guanyu      | 24  | 11   | 18  | 15  | Ab   | 14   | 14   | 15  | 16  | 15  | 13   | 17   | 18  | 19  | Ab  | 20   | 18   | 14  | 15  | 19   | 15  | 15   | 13  | 8    | 13  | 4      |
| 21   | Liam Lawson      | 30  |      |     |     |      |      |      |     |     |     |      |      |     |     |     |      |      |     |     | 9    | 16  | 9    | 16  | 14   | 17  | 4      |
| 22   | Valtteri Bottas  | 77  | 19   | 17  | 14  | 14   | Ab   | 16   | 18  | 13  | 13  | 16   | 16   | 15  | 16  | 15  | 19   | 16   | 16  | 16  | 17   | 14  | 13   | 18  | 11   | Ab  | 0      |
| 23   | Logan Sargeant   | 2   | 20   | 15  | Ret | 17   | 17   | Ab   | 17  | 15  | Ab  | 20   | 19   | 11  | 17  | 17  | 16   |      |     |     |      |     |      |     |      |     | 0      |
| 24   | Jack Doohan      | 61  |      |     |     |      |      |      |     |     |     |      |      |     |     |     |      |      |     |     |      |     |      |     |      | 15  | 0      |
| Poz. | Pilot            | Nr. | BHR  | SAU | AUS | JPN  | CHN§ | MIA§ | EMR | MCO | CAN | ESP  | AUT§ | GBR | HUN | BEL | NLD  | ITA  | AZE | SGP | USA§ | CMX | SAP§ | LVG | QAT§ | ABU | Puncte |

| Legendă      | Legendă                                                |
| Culoare      | Rezultat                                               |
| ------------ | ------------------------------------------------------ |
| Auriu        | Câștigător                                             |
| Argintiu     | Locul 2                                                |
| Bronz        | Locul 3                                                |
| Verde        | Alte locuri care punctează                             |
| Albastru     | Alte locuri                                            |
| Albastru     | Nu s-a clasat, dar a terminat cursa (NC)               |
| Purpuriu     | A abandonat cursa (Ab)                                 |
| Negru        | Descalificat (DSC)                                     |
| Alb          | Nu a luat startul (NS)                                 |
| Roșu         | Nu s-a calificat (NSC)                                 |
| Fără culoare | Retras înainte de calificări (Ret)                     |
| Fără culoare | Exclus (EX)                                            |
| Fără culoare | Nu a participat (celulă goală)                         |
| Adnotare     | Însemnătate                                            |
| P            | Pole position                                          |
| R            | Cel mai rapid tur                                      |
| 1            | Poziția finală în cursa sprint                         |
| *            | Nu a terminat, dar a parcurs mai mult de 90% din cursă |

Notă:
- § – Cursele sprint au avut loc în cadrul a șase Mari Premii din sezon: China, Miami, Austria, Statele Unite, São Paulo și Qatar.

### Clasamentul Campionatului Mondial al Constructorilor
| Poz. | Constructor                  | BHR  | SAU | AUS | JPN  | CHN§ | MIA§ | EMR | MCO | CAN | ESP  | AUT§ | GBR | HUN | BEL | NLD  | ITA  | AZE | SGP | USA§ | CMX | SAP§ | LVG | QAT§ | ABU | Pct.   |
| Poz. | Constructor                  |      |     |     |      |      |      |     |     |     |      |      |     |     |     |      |      |     |     |      |     |      |     |      |     | Pct.   |
| ---- | ---------------------------- | ---- | --- | --- | ---- | ---- | ---- | --- | --- | --- | ---- | ---- | --- | --- | --- | ---- | ---- | --- | --- | ---- | --- | ---- | --- | ---- | --- | ------ |
| 1    | McLaren-Mercedes             | 6    | 4   | 3   | 5    | 62   | 1    | 2   | 2   | 2   | 2P R | 2    | 3   | 1   | 2   | 1P R | 2    | 1   | 1P  | 34P  | 2   | 16P  | 6R  | 13   | 1P  | 666    |
| 1    | McLaren-Mercedes             | 8    | 8   | 4   | 8    | 78   | 613R | 4   | 4   | 5   | 7    | 320  | 4   | 2P  | 5   | 4    | 3P R | 4R  | 3   | 5    | 8   | 28   | 7   | 210R | 10  | 666    |
| 2    | Ferrari                      | 3    | 3R  | 1   | 3    | 4    | 23   | 3   | 1P  | Ab  | 5    | 53   | 5R  | 4   | 3P  | 3    | 1    | 2P  | 5   | 41   | 1P  | 35   | 3   | 52   | 2   | 652    |
| 2    | Ferrari                      | 4    | 7   | 2R  | 4    | 5    | 5    | 5   | 3   | Ab  | 6    | 711  | 14  | 6   | 6   | 5    | 4    | 18* | 7   | 2    | 3R  | 5Ab  | 4   | 46   | 3   | 652    |
| 3    | Red Bull Racing-Honda RBPT   | 1P R | 1P  | 5   | 1P R | 1P   | 12P  | 1P  | 6   | 1   | 1    | 15P  | 2   | 5   | 4   | 2    | 6    | 5   | 2   | 13   | 6   | 41R  | 5   | 81   | 6   | 589    |
| 3    | Red Bull Racing-Honda RBPT   | 2    | 2   | AbP | 2    | 3    | 34   | 8   | Ab  | Ab  | 8    | 87   | 17  | 7   | 7R  | 6    | 8    | 17* | 10  | 7    | 17  | 811  | 10  | Ab   | Ab  | 589    |
| 4    | Mercedes                     | 5    | 6   | 17* | 7    | 86   | 6    | 6   | 5   | 3P  | 3    | 41   | 1   | 3   | 1   | 7    | 5    | 3   | 4   | 56   | 4   | 64   | 1P  | 34P  | 4   | 468    |
| 4    | Mercedes                     | 7    | 9   | Ab  | 9    | 29   | 8    | 7R  | 7R  | 4R  | 4    | 64   | AbP | 8R  | DSC | 8    | 7    | 9   | 6   | 6Ab  | 5   | 10   | 2   | 612  | 5   | 468    |
| 5    | Aston Martin Aramco-Mercedes | 9    | 5   | 6   | 6    | 7R   | 9    | 9   | 11  | 6   | 12   | 13   | 7   | 10  | 8   | 10   | 11   | 6   | 8   | 13   | 11  | 14   | 11  | 7    | 9   | 94     |
| 5    | Aston Martin Aramco-Mercedes | 10   | Ab  | 8   | 12   | 15   | 17   | 19  | 14  | 7   | 14   | 18R  | 8   | 11  | 11  | 13   | 19   | 19* | 14  | 15   | Ab  | NS   | 15  | Ab   | 14  | 94     |
| 6    | Alpine-Renault               | 17   | 13  | 13  | 15   | 11   | 10   | 14  | 10  | 9   | 9    | 10   | 16  | 18  | 9   | 9    | 14   | 12  | 13  | 12   | 10  | 2    | 17  | 5    | 7   | 65     |
| 6    | Alpine-Renault               | 18   | Ab  | 16  | 16   | 13   | 12   | 16  | Ab  | 10  | 10   | 12   | NS  | Ab  | 13  | 15   | 15   | 15  | 17  | 18R  | 13  | 73   | Ab  | Ab   | 15  | 65     |
| 7    | Haas-Ferrari                 | 12   | 10  | 9   | 11   | 10   | 711  | 11  | Ab  | 11  | 11   | 6    | 6   | 13  | 14  | 11   | 10   | 10  | 9   | 8    | 7   | 12   | 8   | 9    | 8   | 58     |
| 7    | Haas-Ferrari                 | 16   | 12  | 10  | 13   | 16   | 19   | 12  | Ab  | 12  | 17   | 8    | 12  | 15  | 18  | 18   | 17   | 11  | 19* | 711  | 9   | DSC  | 12  | 7Ab  | 16R | 58     |
| 8    | RB-Honda RBPT                | 13   | 14  | 7   | 10   | Ab   | 87   | 10  | 8   | 8   | 15   | 9    | 10  | 9   | 10  | 12   | 13   | 13  | 12  | 9    | 16  | 7    | 9   | 13   | 12  | 46     |
| 8    | RB-Honda RBPT                | 14   | 16  | 12  | Ab   | Ab   | 415  | 13  | 12  | 14  | 19   | 14   | 13  | 12  | 16  | 17   | Ab   | Ab  | 18R | 14   | Ab  | 9    | 16  | 14   | 17  | 46     |
| 9    | Williams-Mercedes            | 15   | 11  | 11  | 17   | 12   | 18   | 17  | 9   | Ab  | 18   | 15   | 9   | 14  | 12  | 14   | 9    | 7   | 11  | 10   | 12  | Ab   | 14  | 15   | 11  | 17     |
| 9    | Williams-Mercedes            | 20   | 15  | Ret | Ab   | 17   | Ab   | Ab  | 15  | Ab  | 20   | 19   | 11  | 17  | 17  | 16   | 12   | 8   | Ab  | 16   | Ab  | NS   | Ab  | Ab   | Ab  | 17     |
| 10   | Kick Sauber-Ferrari          | 11   | 17  | 14  | 14   | 14   | 14   | 15  | 13  | 13  | 13   | 16   | 15  | 16  | 15  | 19   | 16   | 14  | 15  | 17   | 14  | 13   | 13  | 8    | 13  | 4      |
| 10   | Kick Sauber-Ferrari          | 19   | 18  | 15  | Ab   | Ab   | 16   | 18  | 16  | 15  | 16   | 17   | 18  | 19  | Ab  | 20   | 18   | 16  | 16  | 19   | 15  | 15   | 18  | 11   | Ab  | 4      |
| Poz. | Constructor                  | BHR  | SAU | AUS | JPN  | CHN§ | MIA§ | EMR | MCO | CAN | ESP  | AUT§ | GBR | HUN | BEL | NLD  | ITA  | AZE | SGP | USA§ | CMX | SAP§ | LVG | QAT§ | ABU | Puncte |

| Legendă      | Legendă                                                |
| Culoare      | Rezultat                                               |
| ------------ | ------------------------------------------------------ |
| Auriu        | Câștigător                                             |
| Argintiu     | Locul 2                                                |
| Bronz        | Locul 3                                                |
| Verde        | Alte locuri care punctează                             |
| Albastru     | Alte locuri                                            |
| Albastru     | Nu s-a clasat, dar a terminat cursa (NC)               |
| Purpuriu     | A abandonat cursa (Ab)                                 |
| Negru        | Descalificat (DSC)                                     |
| Alb          | Nu a luat startul (NS)                                 |
| Roșu         | Nu s-a calificat (NSC)                                 |
| Fără culoare | Retras înainte de calificări (Ret)                     |
| Fără culoare | Exclus (EX)                                            |
| Fără culoare | Nu a participat (celulă goală)                         |
| Adnotare     | Însemnătate                                            |
| P            | Pole position                                          |
| R            | Cel mai rapid tur                                      |
| 1            | Poziția finală în cursa sprint                         |
| *            | Nu a terminat, dar a parcurs mai mult de 90% din cursă |

Note:
- Pozițiile sunt sortate după cel mai bun rezultat, rândurile nefiind legate de piloți. În caz de egalitate de puncte, cele mai bune poziții obținute au determinat rezultatul.
- § – Cursele sprint au avut loc în cadrul a șase Mari Premii din sezon: China, Miami, Austria, Statele Unite, São Paulo și Qatar.